# Меселинский сельсовет
Меселинский сельсовет — муниципальное образование в Аургазинском районе Республики Башкортостан Российской Федерации.

## История
Согласно «Закону о границах, статусе и административных центрах муниципальных образований в Республике Башкортостан» имеет статус сельского поселения.

## Население
| 2002  | 2009  | 2010  | 2012  | 2013  | 2014  | 2015  |
| ----- | ----- | ----- | ----- | ----- | ----- | ----- |
| 1556  | ↘1374 | ↗1411 | ↘1380 | ↘1339 | ↘1311 | ↘1261 |
| 2016  | 2017  |       |       |       |       |       |
| ↘1217 | ↘1200 |       |       |       |       |       |

## Состав сельского поселения
| № | Населённый пункт | Тип населённого пункта       | Население |
| - | ---------------- | ---------------------------- | --------- |
| 1 | Месели           | село, административный центр | ↘592      |
| 2 | Манеево          | село                         | ↗360      |
| 3 | Старомакарово    | деревня                      | ↘172      |
| 4 | Дадановка        | деревня                      | ↗67       |
| 5 | Каменка          | деревня                      | ↗66       |
| 6 | Сосновка         | деревня                      | ↘58       |
| 7 | Красный Восток   | деревня                      | ↗43       |
| 8 | Вязовка          | деревня                      | ↗34       |
| 9 | Журавлёвка       | деревня                      | →19       |